# Mary Higgins Clark: Mysteriöse Verbrechen
Mary Higgins Clark – Mysteriöse Verbrechen (Originaltitel Collection Mary Higgins Clark, la reine du suspense) heißt eine französische Krimiserie mit acht Neuverfilmungen von Romanen der US-amerikanischen Autorin Mary Higgins Clark, die Frankreichs zweitgrößter öffentlich-rechtlicher Fernsehsender France 3 in loser Folge ab dem 22. März 2014 ausstrahlte. Die WDR mediagroup und One brachten die Filmreihe nach Deutschland, zuerst ab dem 27. November 2020 auf DVD und ab dem 20. Januar 2021 im Wochenabstand auf One. Die deutschsprachige Synchronisation entstand nach den Dialogbüchern von Christos Topulos unter der Dialogregie von Jörn Linnenbröker bei DMT – Digital Media Technologie. Einige Sprecher synchronisierten in mehr als einer Folge.
Die einzelnen, voneinander unabhängigen Filme präsentieren hochwertig produzierte, ausgeklügelte Geschichten rund um überwiegend weibliche Heldinnen. Auf der Spur von schrecklichen Verbrechen müssen sie, konfrontiert mit mysteriösen Todesfällen und ungeahnten Abgründen der menschlichen Psyche, erkennen, dass ihre furchtbaren Vermutungen sich leider nur zu oft bewahrheiten.
| Figur                | Darsteller               | Deutscher Sprecher   |
| -------------------- | ------------------------ | -------------------- |
| Lisa                 | Marie Denarnaud          | Liza Ohm             |
| Raphaël              | Pierre Perrier           | Daniel Axt           |
| Manu                 | Cyril Gueï               | Daniel Welbat        |
| Fred                 | Jean-Yves Berteloot      | Joshy Peters         |
| Cécile               | Isabelle Renauld         | Tina Eschmann        |
| Pauline              | Noémie Schmidt           | Franciska Friede     |
| Lisa (10 Jahre)      | Jaïa Caltagirone         | Mathilda Meyer       |
| Hélène Maupin        | Marie-Christine Barrault | Angela Stresemann    |
| Martin               | Bastien Ughetto          | Lucca Bach           |
| Chantal              | Catherine Davenier       | Svenja Pages         |
| Charlotte (Teenager) | Bertille Chabert         | Liza Simmerlein      |
| Gérard Jacquel       | Thierry Mortamais        | Walter Wigand        |
| M. Monier            | Bernard Graczyk          | Erik Schäffler       |
| Me Lambertini        | Jacques Chambon          | Martin May           |
| Théo Combet          | Jérémie Chaplain         | Toni Michael Sattler |
| Victor               | Elliott Konaté Gouillon  | Jonah Cetin          |

| Figur              | Darsteller            | Deutscher Sprecher |
| ------------------ | --------------------- | ------------------ |
| Stéphanie          | Christine Citti       | Tanja Dohse        |
| Julie Malherbe     | Marie Guillard        | Céline Fontanges   |
| Simon Malherbe     | Stéphan Guérin-Tillié | Jens Wendland      |
| Lucas              | Yann Sundberg         | Patrick Elias      |
| Aymen              | Aymen Saïdi           | Patrick Bach       |
| Séverine           | Lizzie Brocheré       | Manuela Bäcker     |
| Jérôme             | Damien Gouy           | Jörn Linnenbröker  |
| Cotta              | Franck de la Personne | Frank Jordan       |
| Arellano           | Alain Doutey          | Joachim Kretzer    |
| André-Jean Fechner | Cyril Couton          | Robert Kotulla     |
| Thierry            | Pasquale D’Inca       | Tim Grobe          |

| Figur                 | Darsteller             | Deutscher Sprecher      |
| --------------------- | ---------------------- | ----------------------- |
| Commandant Brodsky    | Patrick Chesnais       | Hanns Jörg Krumpholz    |
| Caroline Delmas       | Louise Monot           | Leonie Landa            |
| Olivia Delmas         | Ludmila Mikaël         | Marion Martienzen       |
| Mathieu Delmas        | Hugo Becker            | David Berton            |
| Stanislas Boissac     | Michel Delpech         | Stephan Benson          |
| Capitaine Clara Brami | Marina Golovine        | Jennifer Böttcher       |
| Othmane               | Samir Boitard          | Jonas Minthe            |
| Benjamin Fabry        | Jean-Stéphane Souchaud | Patrick Stamme          |
| Barbara Fabry         | Amandine Pommier       | Manuela Bäcker          |
| Lisa Sermet           | Roxane Brumachon       | Leoni Kristin Oeffinger |
| Christophe Sermet     | Jean Mouriere          | Burkhard Schmeer        |

| Figur              | Darsteller                    | Deutscher Sprecher |
| ------------------ | ----------------------------- | ------------------ |
| Emilie Auclair     | Émilie Dequenne               | Jannika Jira       |
| Marc Auclair       | Patrick Mille                 | Roman Rossa        |
| Vincent Rivière    | Benjamin Bellecour            | Patrick Stamme     |
| Hélène Leroy       | Sophie-Charlotte Husson       | Stephanie Damare   |
| Laure Leroy        | Pauline Serieys               | Maria Wardzinska   |
| Alice Huriel       | Nanou Garcia                  | Neda Rahmanian     |
| Commissaire Mattel | Michel Ferracci               | Tetje Mierendorf   |
| Jeanson            | Philippine Pierre-Brossolette | Nadine Schreier    |
| Mutter             | Isabelle Gazonnois            | Tanja Dohse        |
| Vater              | Fred Nony                     | Walter Wigand      |
| Nicolas            | Youri Bardeaux-Dorenlot       | Oskar Brücker      |
| Tina               | Marguerite Dabrin             | Sina Zadra         |

| Figur       | Darsteller           | Deutscher Sprecher    |
| ----------- | -------------------- | --------------------- |
| Dr. Highley | Aurélien Recoing     | Achim Buch            |
| Catherine   | Élodie Frenck        | Merete Brettschneider |
| Serge       | Nicolas Marié        | Stephan Benson        |
| Joséphine   | Olivia Côte          | Céline Fontanges      |
| Éric        | Thomas Jouannet      | Robert Kotulla        |
| Edwige      | Guilaine Londez      | Mica Mylo             |
| Raph        | Thomas Di Genova     | Jonas Minthe          |
| Solange     | Mélanie Baxter-Jones | Nadine Wöbs           |

| Figur             | Darsteller             | Deutscher Sprecher |
| ----------------- | ---------------------- | ------------------ |
| Marie Launey      | Sarah Adler            | Eva Michaelis      |
| Catherine Launey  | Anne Alvaro            | Marion Martienzen  |
| Daniel Launey     | Didier Sandre          | Joachim Kretzer    |
| Jean Launey       | François Jaubert       | Jürgen Holdorf     |
| Juliette Jourdan  | Julie-Anne Roth        | Arlette Stanschus  |
| Stéphane Jourdan  | Michaël Cohen          | Patrick Elias      |
| Capitaine Santini | Jean-Jérôme Esposito   | Jens Wendland      |
| André Jaeger      | Jean-François Garreaud | Erik Schäffler     |
| Thierry Corcieux  | Fabien Baïardi         | Tetje Mierendorf   |
| Théo Jourdan      | Alexandre Petit        | Jakob Bremer       |
| Camille Jourdan   | Romane Libert          | Charlotte Martz    |

| Figur                               | Darsteller          | Deutscher Sprecher      |
| ----------------------------------- | ------------------- | ----------------------- |
| Catherine Maquart                   | Héléna Noguerra     | Marion von Stengel      |
| Alexandre Darson                    | Guillaume Cramoisan | Sascha Draeger          |
| Jean-Baptiste Rochere               | Patrick Descamps    | Michael Prelle          |
| Alain Delambre                      | Philippe Magnan     | Jürgen Holdorf          |
| Yahn Quemener                       | Francis Leplay      | Marek Erhardt           |
| Doktor Simon                        | Thierry Gimenez     |                         |
| Romane Maquart                      | Clara Ghesquière    | Lilith Gebauer          |
| Julien Girardin                     | Marc Duport         | Jörn Linnenbröker       |
| Dolores                             | Fanny Leurent       | Leoni Kristin Oeffinger |
| Suzanne / Barbara / Madame Da Costa | Anaïs Gheeraert     | Jennifer Böttcher       |
| Chabert                             | Bruno Tuchszer      | Holger Umbreit          |
| Gisele Rochère                      | Claire Wauthion     |                         |
| Gramont                             | Hugues Martel       | Achim Buch              |

| Figur            | Darsteller          | Deutscher Sprecher |
| ---------------- | ------------------- | ------------------ |
| Cécile           | Annelise Hesme      | Simona Pahl        |
| Alex             | Grégori Derangère   | Sascha Draeger     |
| Nicolas Frémont  | Yann Sundberg       | Nicolas König      |
| Paul Assénat     | José Heuzé          | Tim Grobe          |
| Françoise        | Françoise Lépine    | Anne Moll          |
| Georgette        | Elisabeth Commelin  | Ela Nitzsche       |
| Étienne Borelli  | Stéfan Godin        | Burkhard Schmeer   |
| Joël Vimont      | Philippe Chevallier | Robert Levin       |
| Christine        | Noémie Kocher       | Elena Wilms        |
| Henri Palet      | Bernard Destouches  | Wolfgang Berger    |
| Romain           | Eloi Tondut         | Jakob Bremer       |
| Maud Berton      | Julia Mugnier       | Neda Rahmanian     |
| Doktor Tanenbaum | Jacques Maury       | Walter Wigand      |
| Maître Cazenave  | Jean-Pol Dubois     |                    |
| Stellvertreter   | N. N.               | Markus Hanse       |

## Episodenliste
Sortierung gem. der Reihenfolge der deutschen Erstausstrahlung auf ONE, die von der französischen Ausstrahlungsfolge abwich
| Nr. | Deutscher Titel                  | Originaltitel                    | Erstausstrahlung Frankreich | Deutschsprachige Erstausstrahlung (D) | Regie                   | Drehbuch                                                           |
| --- | -------------------------------- | -------------------------------- | --------------------------- | ------------------------------------- | ----------------------- | ------------------------------------------------------------------ |
| 1 | Denn vergeben wird dir nie       | Toi que j’aimais tant            | 25. Okt. 2014               | 20. Jan. 2021                         | Olivier Langlois        | Sylvie Simon                                                       |
| Die 16-Jährige Pauline wird in einer Scheune ermordet, in der sie sich immer heimlich mit ihrem 22-jährigen Freund Raphael traf. Dieser wird wegen des Verbrechens verurteilt. Als er nach 15 Jahren wieder freigelassen wird, fordert er, dass sein Fall aufgrund neuer Beweise erneut verhandelt wird. Paulines jüngere Schwester Lisa war 10 Jahre alt, als Pauline starb. Sie ist entsetzt darüber, dass Raphael für nicht schuldig erklärt werden könnte, und beschließt, ihre eigenen Ermittlungen durchzuführen. |                                  |                                  |                             |                                       |                         |                                                                    |
| 2 | Weil deine Augen ihn nicht sehen | Deux petites filles en bleu      | 22. März 2014               | 27. Jan. 2021                         | Jean-Marc Thérin        | Claire Lemaréchal, Yann Le Nivet                                   |
| Als Simon und Julie Malherbe von einem Ausgehabend zurückkehren, finden sie den Babysitter bewusstlos am Boden und ihre beiden sechs Monate alten Zwillinge sind verschwunden. Wenig später kommt eine Lösegeldforderung. Während die Firma des Vaters das Geld auftreibt, organisieren die Entführer die Geldübergabe. Zwei Männer holen das Geld ab und eine Frau kümmert sich um die Babys. Die drei Entführer erhalten ihre Befehle von einem mysteriösen Mann im Hintergrund. |                                  |                                  |                             |                                       |                         |                                                                    |
| 3 | Warte, bis du schläfst           | Où es-tu maintenant?             | 18. Okt. 2014               | 3. Feb. 2021                          | Arnaud Sélignac         | Yann Le Gal, Chloé Marçais, Stéphanie Tchou-Cotta, Thierry Debroux |
| Vor zehn Jahren verschwand Matthew und ruft seitdem jedes Jahr seine Mutter an ihrem Geburtstag an, ohne etwas über sich preiszugeben. Diese macht sich Sorgen und wartet inständig auf seine Rückkehr. Als sie glaubt ihn zu sehen, erleidet sie einen Schlaganfall. Tochter Caroline beschließt die Familienquälerei zu beenden und macht sich auf die Suche nach ihrem verlorenen Bruder. Ihre Ermittlungen führen sie zu einem schrecklichen Geheimnis: Zwei junge Frauen sind im letzten Jahrzehnt verschwunden, und alles deutet darauf hin, dass ihr Bruder der Schuldige ist.                                                             |                                  |                                  |                             |                                       |                         |                                                                    |
| 4 | Das Haus auf den Klippen         | Souviens-toi                     | 16. Mai 2015                | 10. Feb. 2021                         | Philippe Venault        | Sabine Carion, Philippe Madral                                     |
| Emilie und Marc ziehen in ein Strandhaus. Der Umzug sowie die Geburt des Babys stellen einen Neuanfang dar, von dem sie hoffen, dass er ihnen hilft, den traumatischen Unfalltod von Emilies Sohn vor fünf Jahren zu überwinden. Eines Tages trifft Emilie Vincent, der beschuldigt wird, seine Frau ermordet zu haben, die zwei Wochen zuvor auf See verschwunden war. Bewegt von seiner Geschichte, beschließt Emilie, wieder als Anwältin zu arbeiten, um Vincent zu verteidigen. Derweil geschehen seltsame Dinge in ihrem Haus: Emilie hört Geräusche und denkt, sie hört die Stimme ihres toten Sohnes.                                     |                                  |                                  |                             |                                       |                         |                                                                    |
| 5 | Wo waren Sie, Dr. Highley?       | La clinique du docteur H         | 12. Sep. 2015               | 17. Feb. 2021                         | Oliver Barma            | Yann Le Nivet                                                      |
| Auf dem Nachhauseweg von ihrem Liebhaber Eric hat Cathy, Richterin in einer kleinen Provinzstadt, einen Autounfall. Im Krankenhaus glaubt sie die Leiche einer Frau in einem Auto gesehen zu haben. Wieder zu Hause findet sie heraus, dass Erics Frau tot aufgefunden wurde. Eric ist Hauptverdächtiger, aber die Polizei kann sein Alibi nicht prüfen. Cathy ermittelt auf eigene Faust und entdeckt beunruhigende Tatsachen über ihren Geliebten sowie über Doktor H., der Erics Frau bei einer schwierigen Schwangerschaft half. |                                  |                                  |                             |                                       |                         |                                                                    |
| 6 | Mein Auge ruht auf dir           | Les années perdues               | 26. Sep. 2015               | 24. Feb. 2021                         | Nicolas Picard-Dreyfuss | Sébastien Vitoux, Kristel Mudry                                    |
| Marie Launeys Albtraum beginnt, als sie sieht, wie ihre Mutter Catherine mit einer Waffe neben ihrem toten Vater steht. Die Polizei ist sich sicher, dass die an Alzheimer leidende Frau ihren Ehemann in einer Eifersuchtskrise getötet hat. Marie glaubt hingegen, dass ihre Mutter unschuldig ist und sieht sich nicht nur mit den Überzeugungen von Chief Inspektor Santini konfrontiert, sondern auch mit Familiengeheimnissen. Sie entdeckt, dass ihr Vater ein Doppelleben führte und eine Geliebte hatte. Um die Wahrheit herauszufinden, muss Marie in die Fußstapfen ihres Vaters zu treten.                                            |                                  |                                  |                             |                                       |                         |                                                                    |
| 7 | Ein Gesicht so schön und kalt    | Ce Que Vivent les Roses          | 9. Jan. 2018                | 3. März 2021                          | Frédéric Berthe         | Elsa Marpeau                                                       |
| Warum gibt ein plastischer Chirurg einer lebenden Frau das Gesicht einer toten Frau? Darüber rätselt Cathy Maquart, als sie im Wartezimmer von Doktor Simon sitzt und bei zwei Patienten seltsam vertraute Merkmale wiedererkennt, die auch Suzanne Girardin hatte, die zehn Jahre zuvor ermordet wurde. Cathy war damals stellvertretende Staatsanwältin und trug zur Verurteilung Julien Girardins bei, dem Mann des Opfers. Cathy steht kurz davor, Staatsanwältin zu werden, und spielt mit dem Gedanken, den Fall neu aufzurollen. Sie merkt nicht, dass sie begonnen hat, nicht nur ihr Leben, sondern auch das ihrer Tochter zu gefährden. |                                  |                                  |                             |                                       |                         |                                                                    |
| 8 | Hab acht auf meine Schritte      | Rien ne vaut la douceur du foyer | 2. Jan. 2018                | 10. März 2021                         | Laurent Jaoui           | Kéthévane Davrichewy, Charlotte Paillieux                          |
| Lisa Berton versucht ihre Vergangenheit zu vergessen, denn als sie erst zehn Jahre alt war, kam ihre Mutter durch ihre Schuld zu Tode. Es war ein Unfall, aber für viele ist sie eine Kriminelle. Zwanzig Jahre später hat Lisa, die nun Cécile Morel heißt, mit Alex, dem sie noch nie etwas über ihre Vergangenheit erzählt hat, endlich das große Glück gefunden. Eines Tages überrascht er sie und bietet ihr das Anwesen an, das er für das seiner Träume hält: das Haus seiner Kindheit. Zur Begrüßung finden sie an der Fassade eine blutrote Aufschrift: „Gefahr!“ Jemand muss Céciles wahre Identität kennen.                            |                                  |                                  |                             |                                       |                         |                                                                    |